# كلورس بوليفي
كلورس بوليفي (الاسم العلمي:Chloris boliviensis) هو نوع من النباتات يتبع جنس الكلورس من الفصيلة النجيلية.